# Ежокин, Михаил Анатольевич
Ежокин Михаил Анатольевич — бывший глава городского округа Домодедово.

## Биография
Родился 28 сентября 1969 года в селе Стрелецкие Выселки Рязанской области.
Образование: Московский государственный открытый университет (1996 г.)
Программа подготовки менеджеров среднего и высшего управленческого звена для эффективной работы в бизнесе, государственном и муниципальном управлении (MBA)
Трудовая деятельность:
1992—2012 занимал различные должности в компании Южные электрические сети — филиале ОАО «Московская объединённая электросетевая компания».
2012—2021 Директор филиала «Южные электрические сети», заместитель генерального директора — директор филиала «Южные электрические сети», ПАО «Московская объединённая электросетевая компания».
2008—2021 Депутат Совета депутатов городского округа Домодедово, член постоянной комиссии по жилищно-коммунальному хозяйству, благоустройству и экологии.
04.2021-09.2021 Советник Главы городского округа Домодедово на общественных началах.
10.2021-11.2021- Временно исполняющий полномочия Главы городского округа Домодедово.
18.11.2021 - избран на должность Главы городского округа Домодедово
03.05.2024 - ушёл в отставку по собственному желанию.